# MessagePack
MessagePack是一種計算機數據交換格式。它是一種二進制形式，用於表示簡單的數據結構，如數組和關聯數組。MessagePack 旨在盡可能緊湊和簡單。官方實現有多種語言版本，如C、C++、C#、D、Erlang、Go、Haskell、Java、JavaScript ( NodeJS )、Lua、OCaml、Perl、PHP、Python、Ruby、Scala、Smalltalk和Swift。

## 示例
官网宣传表明，我们可以把一个 json 表示的对象轻松用二进制转换，以使得解析更快且传输规模更小：
Json（一共占据了 27 个字节）:
{"compact":true,"schema":0}
MessagePack（每一个仅仅占据一个字节，一共 18 个字节）:
82(2-elements object), a7(string with length 7), c, o, m, p, a, c, t, c3(true), a6(string with length 6), s, c, h, e, m, a, 00(integer 0)

## 其他格式
- JSON
- XML